# Municipio de Graham (Kansas)
El municipio de Graham (en inglés: Graham Township) es un municipio ubicado en el condado de Graham en el estado estadounidense de Kansas. En el año 2010 tenía una población de 54 habitantes y una densidad poblacional de 0,29 personas por km².

## Geografía
El municipio de Graham se encuentra ubicado en las coordenadas 39°30′12″N 99°48′31″O / 39.50333, -99.80861. Según la Oficina del Censo de los Estados Unidos, el municipio tiene una superficie total de 186.06 km², de la cual 186,02 km² corresponden a tierra firme y (0,02 %) 0,03 km² es agua.

## Demografía
Según el censo de 2010, había 54 personas residiendo en el municipio de Graham. La densidad de población era de 0,29 hab./km². De los 54 habitantes, el municipio de Graham estaba compuesto por el 88,89 % blancos y el 11,11 % eran de una mezcla de razas. Del total de la población el 7,41 % eran hispanos o latinos de cualquier raza.